# Nathan di Gaza
Nathan Benjamin ben Elisha HaLevi Ghazzati (noto come Nathan di Gaza, in ebraico נתן העזתי‎?; Gerusalemme, 1643 – Skopje, 11 gennaio 1680) è stato un profeta teologo, ebreo ottomano.
Nel 1663 si trasferì a Gaza dove divenne famoso come profeta dell'autoproclamato messia Sabbatai Zevi.

## Biografia
Nathan nacque a Gerusalemme attorno agli anni 1643-1644 da genitori immigrati nell'Impero ottomano dalla Germania o dalla Polonia. Suo padre Elisha Hayyim ben Jacob era un rabbino di sottile intelligenza che operava come tramite tra gli ebrei che vivevano a Gerusalemme e quelli abitanti le città più distanti dell'Impero. Durante i suoi viaggi, oltre alle offerte fatte dagli ebrei più ricchi verso i loro correligionari più poveri, distribuiva opere cabalistiche che recuperava in giro per la Palestina. Una volta che si stabilì definitivamente a Gerusalemme prese il soprannome di "Ashkenazi", per distinguersi dalla maggior parte della popolazione di origine sefardita. Morì in Marocco nel 1673.
Prima della morte del padre, Nathan studiò a Gerusalemme sotto Jacob Hagiz, famoso talmudista dell'epoca con il quale stringerà una proficua relazione che perdurerà per molti anni. Lo studio talmudico fu la principale occupazione di tutta la vita di Nathan che venne descritto come "uno studente straordinariamente dotato, di rapida comprensione e brillante intelletto. Le sue capacità [...] [comprendevano] una rara combinazione tra potere intellettuale e la capacità di formulare pensieri profondi nonché tra un'imponente capacità immaginativa e una sensibilità emotiva altrettanto importante".
Nel 1663, all'età di 19 o 20 anni sposò la figlia di un importante membro della comunità ebraica di Gaza, Samuel Lissabona, e si trasferì nella città della moglie, da cui prese il soprannome di "Ghazzati", dove poté dedicarsi completamente agli studi talmudici e cabalistici.
Qui si costruì un'importante fama come Baal Shem o guaritore mistico e fu proprio per questa sua occupazione che conobbe Sabbatai Zevi, giunto da lui alla ricerca di una guarigione per un suo "male spirituale", male che Gershom Scholem identificò con una psicosi maniaco depressiva e che, al giorno d'oggi, viene comunemente definito disturbo bipolare.
Influenzato proprio dagli studi cabalistici intrapresi a Gaza, così nel 1673 Nathan ricorda e descrive la sua 'chiamata alla profezia' di dieci anni prima, il suo cosiddetto "risveglio profetico" del 1663:
(Gershom Scholem, Sabbatai Sevi: The Mystical Messiah)
Questa visione durò approssimativamente ventiquattro ore ed ebbe un importantissimo impatto sulla sua percezione della realtà così come sul suo intero essere conferendogli la consapevolezza di avere una missione profetica. Oltretutto fu questa esperienza che gli fece nascere il convincimento che un uomo chiamato Sabbatai Zevi fosse il Messia che era giunto sulla terra.

Le visioni del 1663 furono solo le prime di una serie di esperienze mistiche che Nathan ebbe durante la sua vita. La seconda visione si registra durante la sera della festa di Shavuot del 1665 e Nathan racconta che in essa venne posseduto spiritualmente da un Magghid, un saggio predicatore. Tradizione vuole che, da questa seconda esperienza mistica in poi, Nathan ebbe fama di grande profeta e dottore spirituale. Fama che servì poi per la successiva accettazione di Sabbatai Zevi come nuovo Messia.
La vocazione messianica di Sabbatai Zevi, infatti, subito accettata da questi. Fu solo dopo lunghe discussioni ed un'importante opera di persuasione che Zevi accettò la chiamata identificata da Nathan di Gaza. Fu così che, nel maggio del 1665, Sabbatai Zevi prese la decisione che cambiò per sempre la vita sua e di Nathan: presentarsi al mondo come il vero salvatore.
Nel dicembre dello stesso anno, Sabbatai Zevi e Nathan di Gaza si separarono. Il primo partì alla volta della Turchia dove cominciò a presentarsi e a reclamare il suo nuovo ruolo di salvatore del popolo ebraico e non vide più Nathan fino alla sua conversione all'Islam. Ciononostante, dall'autunno del 1665 fino all'estate del 1666 i due lavorarono alacramente per convincere il mondo ebraico della messianicità di Sabbatai Zevi.
Vedendo che i rabbini di Gerusalemme erano ostili al sabbatianesimo, Nathan proclamò Gaza come la nuova città santa. Cominciò poi un'imponente opera di proselitismo attraverso scritti che spedì alle comunità ebraiche di tutta Europa.
Dopo l'apostasia di Sabbatai, avvenuta nel 1666, Nathan di Gaza non venne meno alle sue certezze ma, anzi, sottopose il Sabbatianesimo a una profonda revisione atta a dimostrare la necessità che il messia si sporcasse con il più efferato dei peccati contemplati dalla religione ebraica, l'apostasia appunto, per poter realmente redimere il popolo di Israele. Reputando la Palestina non più sicura si trasferì a Smirne continuando a diffondere il sabbatianesimo. Nel frattempo i rabbini di Gerusalemme, vedendo il crescente favore che il movimento incontrava agli occhi degli ebrei d'Europa, il 9 dicembre 1666, pronunciò un cherem contro i suoi aderenti e, in particolare, contro Nathan di Gaza.
Alla fine dell'aprile del 1667 si trasferì a Adrianopoli dove continuò la sua opera di proselitismo convincendo gli ebrei della comunità locale ad abolire i digiuni del 17 di Tammuz e del 9 di Av.

## Viaggi attraverso l'Europa
In seguito si recò con alcuni seguaci a Tessalonica, Chio e Corfù.
Da Corfù si recò a Venezia nel marzo del 1668 dove il rabbinato della comunità cittadina lo costrinse a scrivere una confessione nella quale dichiarava che tutte le sue profezie erano frutto di immaginazione. In seguito gli ebrei veneziani costrinsero Nathan a partire per Livorno, città la cui comunità ebraica era notoriamente a lui ostile, dandogli una scorta che gli impedisse di dirigersi altrove. Indovinando, tuttavia, i motivi che spingevano i veneziani a mandarlo a Livorno riuscì a eludere la sua scorta e a dirigersi verso Roma dove, tuttavia, venne riconosciuto e allontanato. Si diresse allora volontariamente verso Livorno dove riuscì addirittura a fare qualche proselito. Da qui tornò infine ad Adrianopoli per poi ripartire per un'ulteriore serie di viaggi che sembra avergli occupato il resto della vita.

## Opere
Gli scritti di Nathan di Gaza sono stati uno degli strumenti principali attraverso i quali egli cercò di convincere la comunità ebraica europea della messianicità di Sabbatai Zevi.
Negli anni della sua predicazione pubblica compose infatti un gran numero di lettere e documenti nei quali disegnava una nuova teologia ebraica che univa le nozioni della qabbalah ebraica medievale con elementi della mistica luriana. In aggiunta a ciò, il suo saggio Derush ha-Tanninim (“Trattato sui draghi”; pubblicato da Scholem in be-Iqvot Mashiah [Gerusalemme, 1944]) analizza la nozione di una "nuova Torah" dalla quale sono epurate tutte le mitvzot positive e negative e che divenne la base di ciò che Scholem definì "antinomismo sabbatiano".
Nathan di Gaza pubblicò inoltre un gran numero di testi che trattavano dei più disparati argomenti. L'opera Hadrat Kodesh, ad esempio, scritta a Costantinopoli nel 1735, e il suo compendio Ozar Nehmad, pubblicato a Venezia nel 1738, sono un commento cabalistico al libro della Genesi. L'opera Hemdat Yamim, invece, è una guida rituale per la preghiera.
Scrisse inoltre un libro di preghiere per la festività del Tu BiShvat e un'opera di ascetica sabbatiana, il Tiqqun Qeri'ah.

## Morte
Nathan di Gaza morì, secondo alcune fonti, venerdì 11 gennaio 1680 a Üsküp, nell'Impero ottomano (ora Skopje, Repubblica di Macedonia). Secondo altre fonti, invece, morì a Sofia, sempre nell'Impero ottomano (ora in Bulgaria) e solo successivamente il suo corpo fu trasportato a Üsküp dove fu sepolto. Una terza ipotesi lo vuole invece morto alla fine di un viaggio tra Sofia e Üsküp. Questa versione vuole che egli sia arrivato fino a Üsküp e abbia subito cercato dei becchini affinché gli scavassero la tomba. Egli disse loro che era prossimo alla morte e che voleva che tutto fosse pronto in modo da poter essere sepolto prima che iniziasse lo shabbat.
Dopo la sua morte il suo luogo di sepoltura divenne un importante luogo di pellegrinaggio per i seguaci del sabbatianesimo finché non fu distrutto durante la seconda guerra mondiale.